# Mindscape
Mindscape (também conhecido como Anna; bra: Regressão) é um filme franco-hispano-estadunidense de 2013, dos gêneros drama e suspense, dirigido por Jorge Dorado, em seu longa-metragem de estreia na direção.

## Elenco
- Taissa Farmiga como Anna Greene
- Mark Strong como John Washington
- Brian Cox como Sebastian
- Noah Taylor como Peter Lundgren
- Clare Calbraith como Jaime
- Indira Varma como Judith
- Jessica Barden como Mousey
- Saskia Reeves como Michelle Greene
- Alberto Ammann como Tom Ortega
- Richard Dillane como Robert Greene
- Julio Perillán como Senator Rockford
- Rod Hallett como Detective Worner
- Sanny van Heteren como Samantha Harris
- Antonia Clarke como Susan
- Frida Palsson como Anna Washington
- Simon Cohen como Ralph[4]

## Produção
Mindscape foi a primeira filmagem da Ombra Films, com a colaboração com The Safran Company e Antena 3 Films e associação com a Televisão de Catalunha.
O elenco do filme somente foi divulgado no dia seguinte do início das gravações, e estas ocorreram na Espanha (Madri, Barcelona e proximidades), França (Dordonha) e Canadá (Montreal e Quebec).[carece de fontes?]
Em uma entrevista para a revista espanhola Fotogramas, o ator Mark Strong disse que o filme é uma clássica história de detetive com elementos de ficção cientifica. E de acordo com o diretor Jorge Dorado, filmes como Um corpo que cai e Chinatown serviram como inspiração.
No dia 13 de outubro de 2013 o filme teve o seu lançamento no Festival de Cinema de Sitges, abrindo a competição oficial de filmes fantásticos. Seu lançamento no circuito norte-americano ocorreu em 5 de abril de 2014 com o nome Anna.
Na Espanha, o filme foi lançado em 154 cinemas e teve um lucro de aproximadamente de $400 mil dólares, no primeira final de semana.

## Indicações
- Prêmio Goya de 2014: indicação na categoria melhor direção.[10]
- Prêmios Gaudí de 2014: indicação na categoria de melhor direção de arte.[11]